# Султан-Касім
Султан-Касім — султан Ак-Коюнлу в Діярбакирі у 1497—1501 роках.

## Життєпис
Походив з роду Ак-Коюнлу. Син бея Джахангіра. Після смерті батька у 1469 році став намісником в Ерзінджані. Втім, про цей період життя Касіма замало відомостей. У 1497 році з початком нової боротьби за владу в державі зумів закріпитися в Діярбакирі, незабаром зайняв усі малоазійські володіння Ак-Коюнлу, прийнявши титул султана. Займався розбудовою Діяобакира і Мардіна, основних своїх міст. Втім, уже 1497 року Султан-Касіма було повалено Алванд Мірзою, що приєднав ці володіння до своїх.
Але після поразки Алванда у 1501 році владу в Діярбакирі захопив Зейн-ал-Айбідін, син Султана-Ахмеда.